# دواء مكافئ

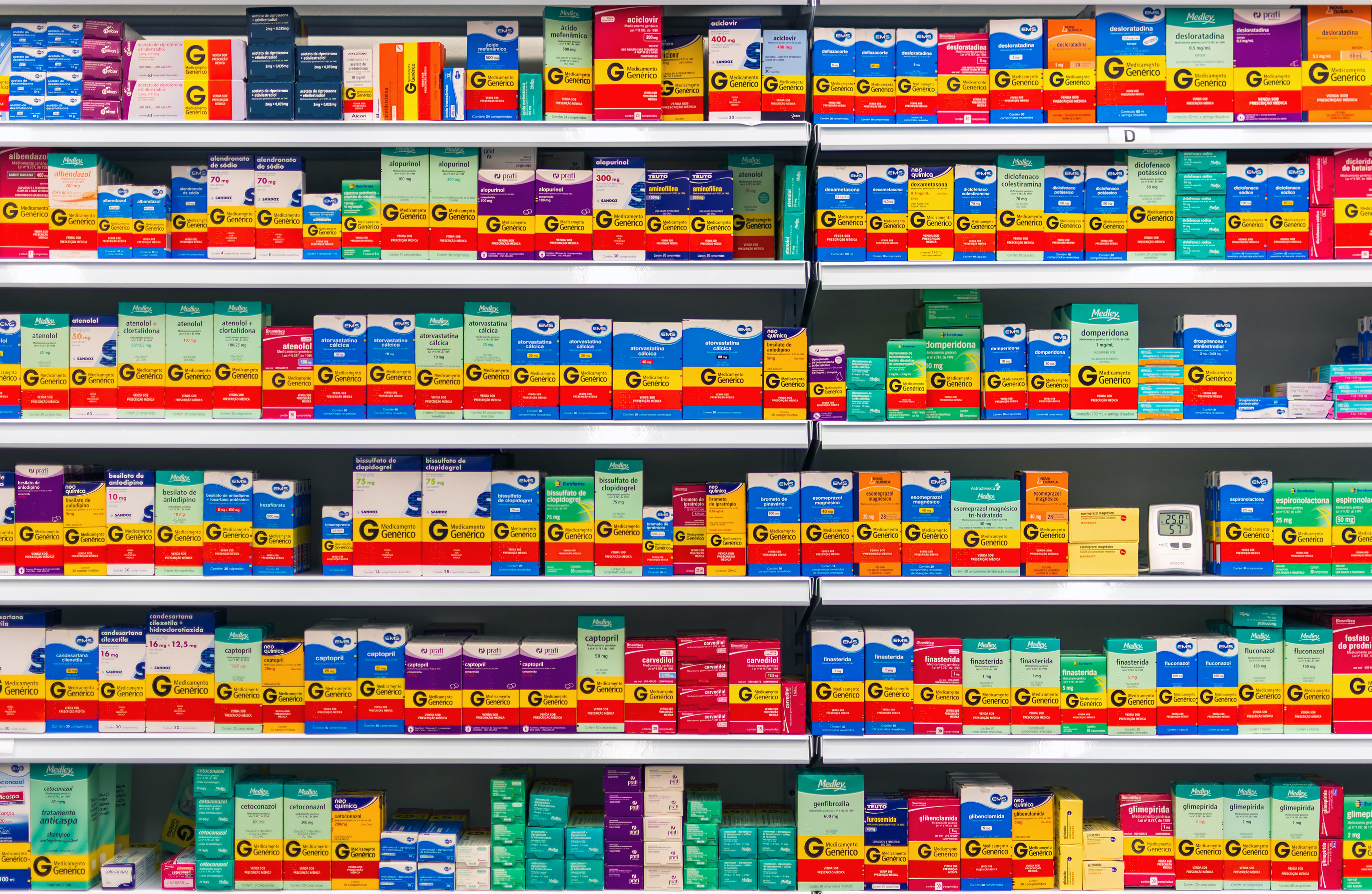
تُشكّل الأدوية المكافئة في بعض البلدان مثل البرازيل (في الصورة) وفرنسا، نسبة تزيد عن 20% من إجمالي مبيعات الأدوية

الدواء المكافئ أو الدواء المشاع أو الدواء الجنيس هو دواء يكافئ منتجًا دوائيًّا ذا علامة تجارية مسجلة ومحمية قانونيًّا، يُماثلهُ من حيث الشكل الدوائي وشدته ونوعيته وخصائص الأداء له واستخدامه، وغالبًا ما يتم تسويقه بِاسمه الكيميائي أو بتركيبته الكيمائية بدلًا من الاسم التجاري المعلَن والذي يُباع الدواء على أساسهِ، على الرغم من أن هذه الأدوية قد لا ترتبط بشركة معينة، والأدوية «الجنيسة» تخضع لـتَنظيمات تفرضها سُلطات الدول التي تصرف فيها هذه الأدوية، ويشار إلى «الأدوية المكافئة» باسم المصنع لها والاسم المقرر (غير المسجل) للدواء. أو يجب أن يحتوي الدواء «المكافئ» على المواد الفعَّالة نفسها الموجودة في الصيغة الأصلية، ووفقاً لمؤسسة الغذاء والدواء الأمريكية فإن الدواء المكافئ يكون مطابقاً أو ضمن نطاق مكافئ بيولوجيًّا للدواء التجاري المقابل من ناحية حرائك الدواء والديناميكا الدوائية. لذلك تعد «الأدوية المكافئة» متطابقة في الجرعة والقوة وطريقة تعاطيها، وأيضاً الأمان والسلامة والفعالية والاستخدام. إن المقصود من كلمة «متطابقة» من قبل مؤسسة الغذاء والدواء هو معنى قانونيّ وليس معنىً حرفيًّا. وفي معظم الحالات، تصبح الأدوية الجنيسة (المكافئة) متاحة عند انتهاء صلاحية براءات الاختراع التي يملكها المطور الأصلي للدواء، وهي بشكل عام ذات فاعلية أقل من الصيغة الأصلية نتيجة التأثير الوهمي الضعيف، وعندما تصبح هذه الأدوية متاحة، غالبًا تؤدي المنافسة في السوق إلى انخفاض كبير في أسعار العلامة التجارية والمنتج الأصلي. ويختلف الوقت التي تحتاجه هذه الأدوية لكي تصبح متاحة في السوق من دولة لأخرى، وتعطى براءة الاختراع في معظم الدول لمدة 20 عامًا، إلا أن بعض الدول على سبيل المثال الاتحاد الأوروبي، والولايات المتحدة تمنح 5 سنوات إضافية، وذلك في حال التزم المطور الأصلي للدواء بمجموعة من الشروط، مثل إجراء الدراسات للدواء على أطفال مرضى. وتجعل أساليب المنافسة السلبية والرشوة لمصنعي الأدوية المكافئة الأدوية خارج الأسواق عند انتهاء مدة الصلاحية مما يجعل أسعارها غير منطقية. كما يمكن للمصنعين وتجار الجملة وشركات التأمين ومخازن الأدوية جميعهم زيادة الأسعار في مختلف مراحل الإنتاج:4
ويتم إصدار الوصفات الطبية أحيانًا باستخدام الاسم الكيميائي بدلًا من اسم الشركة المصنعة، وقد تصرف هكذا وصفة بإعطاء أي اسم تجاري للدواء يحقق الشروط، على سبيل المثال وصفة اللانزو برازول قد تعطي الدواء بأسماء تجارية مختلفة مثل بريفسيد، هيليسيد، زوتون... إلخ وكلها بنفس المواصفات كما قلنا سابقًا. والدواء المكافئ من النوع البيولوجي (مثل الأجسام المضادة وحيدة الخلية) يختلف عن الأدوية الكيميائية بسبب طبيعته البيولوجية، ويتم تنظيم ذلك تحت قواعد في إطار مجموعة من هذه الأدوية تعرف باسم (المتشابهات البيولوجية Biosimillar).

## التسمية
يتم تكوين اسم الدواء المكافئ باستخدام اللاحقات (أي الكلمات التي توضع في نهاية أو بداية الأسماء) التي تصنف الأدوية ضمن فئات مختلفة وتعطي فكرة عن عمل الدواء.

## الأمور المالية
عادة ما تُباع الأدوية المكافئة بأسعار أقل بكثير من نظيراتها ذات العلامات التجارية (الأسماء التجارية). أحد الأسباب لانخفاض السعر نسبيًّا للعلامات التجارية (الأسماء التجارية) هو ازدياد المنافسة بين المنتجين عندما تُرفع حقوق الملكية عن الدواء الأصلي. بعدها تضمن الشركات المصنعة كلفة أقل للدواء المكافئ من الدواء الأصلي (وهي فقط كلفة التصنيع، من دون تحمل عبء كلفة التطوير والاختبار التي تتحملها الشركة الأولى المنتجة للدواء الأصلي)، وبالتالي فهي قادرة على الحفاظ على الربح بسعر أقل، وتكون الأسعار منخفضة بما فيه الكفاية للمستخدمين لتحملها في كثير من البلدان الأقل ازدهارًا. على سبيل المثال، تستورد تايلاند ملايين الجرعات من إصدار الدواء المانع لتجلط الدم «بلافيكس» (يستخدم للمساعدة في منع النوبات القلبية)، بتكلفة قدرها 3 سنت أمريكي للجرعة الواحدة تستورده من الهند التي تعد المنتِج الأول للأدوية المكافئة. في المملكة المتحدة، يتم التحكم بسعر الأدوية المكافئة بسعر تسديد التكاليف فقط . ويتم تحت هذا الأمر، تحديد السعر المدفوع من قبل الصيادلة والأطباء بشكل رئيس من قبل عدد من أصحاب التراخيص، وبناءً على قيمة بيع الدواء الأصلي وسهولة تصنيعه، سوف يظهر الرسم البياني النموذجي لإضمحلال السعر منحنى (صدفي الشكل)، والتي يبدأ عادة من يوم البدء بسعر العلامة التجارية (الاسم التجاري أو الدواء المكافئ)، ومن ثم يبدأ بالانخفاض مع اشتداد المنافسة. وبعد عدة سنوات يصبح الرسم البياني مسطحًا بما يقارب 20% من سعر المنتَج الأصلي، في حوالي 20% من الحالات، ويصبح هناك قفزات أو ارتداد بالسعر؛ أي أن بعض أصحاب التراخيص ينسحبون من الأسواق عندما ينخفض سعر البيع إلى سعر أقل من تكلفة البضائع، ويرتفع الثمن مجددًا لفترة من الوقت حتى يتم إعادة إدخالهم للسوق مع أسهم جديدة.
. ولا يتحمل المصنع العام (مصنع الدواء المكافئ أو العلامة التجارية) عبء تكاليف اكتشاف الدواء، وفي بعض الأحيان، تستخدم الهندسة العكسية لتطوير نسخة مكافئة بيولوجيًّا للدواء الموجود. وكذلك لا تتحمل عبء إثبات سلامة الأدوية وفعاليتها من خلال التجارب السريرية، حيث سبق أن أُجْرِيت هذه التجارب من قبل شركة اسم العلامة التجارية. (راجع مقطع الموافقة والتنظيم أدناه، لمزيد من المعلومات حول عملية القبول). وتم تقدير متوسط التكلفة التي تتحملها شركات الأدوية ذات العلامة التجارية لاكتشاف واختبار دواء مبتكر جديد (ذي هيئة كيميائية جديدة) بقدر ثمانمئة مليون دولار. وتشير تقديرات ميريل جوزنر أن التكلفة الحقيقية هي أقرب إلى 100-200 مليون دولار
وقد تستفيد شركات الأدوية المكافئة أيضاً من جهود التسويق السابقة لشركة الأدوية ذات الاسم التجارى، بما في ذلك الإعلان ووسائل الإعلام، والتقديم الذي حصل من مندوبي شركة الاسم التجاري (الشركلة المنتجة للدواء الأصلي)، وتوزيع عينات مجانية، فمثلًا العديد من الأدوية التي أُدخِلت من قبل الشركات المصنِّعة المكافئة إلى السوق كانت مطروحة فيه منذ عقد أو أكثر، والتي تُعد معروفة بشكل جيد للمرضى والمقدمين (على الرغم من أنها وُصِفَت في كثير من الأحيان تحت اسم العلامة التجارية نفسها).
وطالما أن الدواء مازال ضمن فترة حماية الملكية، فإن الشركة تمنح اسم العلامة التجارية فترة من «حصرية التسويق» أو الاحتكار، ولها الحق في تحديد سعر الدواء على المستوى الذي يحقق أقصى ربح ممكن. والربح غالبًا ما يتجاوز بشكل كبير كلفة (التطوير والإنتاج للدواء). وذلك يعوض جزئيًّا من عمليات البحث والتطوير للأدوية التي لا تحقق أرباحًا. بالبداية تتحقق الفائدة من الأدوية المكافئة للمستهلكين من خلال المنافسة التي تمنع أن يكون هنالك شركة واحدة تملي وتحدد السعر للدواء في السوق، وقد تكون أيضًا المنافسة بين الأدوية المكافئة وأدوية اسم العلامة التجارية (الدواء الأصلي) حينما يكون لها نفس الاستخدامات العلاجية، وعندما يعتمد الأطباء سياسات تفضيلية في وصف الأدوية المكافئة، كما هوالحال في «العلاج التجاوزي (نمط في وصف الأدوية يهدف للسيطرة على التكاليف والمخاطر الناجمة عن استخدام الأدوية)»، ومع وجود عدة شركات منتجة لنسخة من الدواء الأصلي، سيقل السعر المحقق لأقصى الربح لحد وصوله إلى التكلفة لإنتاجه، والذي يعد أقل بكثير من السعر الذي فُرِضَ من الشركة الأصلية التي كانت تحتكره.

## الضبط (التنظيم)
معظم الدول تتطلب من مصنّعي الأدوية المكافئة إثبات التكافؤ الحيوي لمنتجهم مع الدواء الأصلي. والتكافؤ الحيوي لا يعني أنه يجب أن تكون الأدوية المكافئة بالضبط نفس المنتج الأصلي (متكافئان صيدلانيًّا)؛ لأنه من الممكن أن تتواجد الاختلافات الكيميائية، فمثلًا ملح أو إستر مختلف (بديل صيدلاني). ويتم قبول الأدوية ذات الجزيئات الصغيرة كمكافئ حيوى إذا كانت مقاييس حرائك الأدوية من المساحة تحت المنحنى والتركيز الأقصى ضمن فترة تأكد 90% قيمتها 80-125%، حيث إن معظم الأدوية المعتمدة تكون ضمن هذه الحدود للمزيد من المنتجات المعقدة، مثل أجهزة الاستنشاق، وتوصيل الدواء باللصقات الدوائية، اللايبوزوم، والمنتجات المتشابهة حيويًّا لهذه المنتجات. ويُعد تحديد الديناميكا الدوائية، والتكافؤ الطبي تحدّيًا أصعب. ففي اليابان، سعى رئيس الوزراء الياباني السابق شينزو آبي للحصول على حصة أكبر في السوق من الأدوية المكافئة؛ لحل مشكلة نظام الرعاية الصحية في اليابان. ومع ذلك، فإن اختراق الأدوية المكافئة للسوق أكثر وضوحًا في البلدان التي لها نظام رعاية صحية أقل تقدّمًا، مثل حالة الأسواق الظاهرة في الفلبين.

### الجدارة
عندما تقوم الشركات الدوائية بترويج الأدوية، عادة يكون بداية تحت حماية براءة الاختراع، حتى نهاية مدة الحماية، ويسمح فقط للشركات الدوائية التي قامت بتطوير الدواء (المرخص له) ببيعه. ويمكن أن يتم تصنيع الأدوية المكافئة من دون التعدي على براءة اختراع الأدوية عندما:
- تنتهي فترة براءة الاختراع.
- تشهد الشركات المكافئة بأن براءات الاختراع للشركة تحمل الاسم التجاري (الشركة المصنعة للدواء الأصلي) إما أن تكون غير صالحة أو غير قابلة للتنفيذ أو لن يتم انتهاكها.
- الأدوية التي لم تسجل كبراءة اختراع.
- في البلدان التي ليس لديها براءات اختراع للأدوية حاليًّا، حيث يختلف عمر البراءة من بلدٍ إلى بلدٍ، عادة لا يتم تجديد براءة الاختراع منتهية الصلاحية.[26][27]

في الولايات المتحدة، يتم منح تمديد لبراءة الاختراع إذا تم إجراء تغييرات، فقد تسعى بعض شركات الأدوية للحصول على تمديد مع إجراء تغيرات بسيطة مثل التغيرات في شكل حبة الدواء ولونها. ويتم استبعاد مصنّعي الأدوية في حال اعتبار أو البت في إصدار الحكم في الفصل. ويمكن تسجيل براءة اختراع نسخة جديدة من الأدوية مع تغييرات كبيرة، لكن هذا يتطلب تجارب سريرية جديدة. بالإضافة إلى ذلك، البراءة المعدلة لا تمنع مبيعات إصدارات الأدوية المكافئة للدواء الأصلي ما لم تسحب الجهات التنظيمية الدواء من السوق، كما حدث في حالة تيرفينادين. سمح حماية براءة الاختراع للشركات بأن تعوض تكلفة تطوير الدواء، وبعد انتهاء صلاحية براءة الاختراع يمكن لأي شركة بأن تصنع وتبيع الأدوية، حيث إنها تتحمل عبء تكلفة التصنيع فقط، والذي هو جزء صغير من تكلفة الاختبار الأصلي والتطوير وتسويق الدواء.

### التفرّد (الحصرية)
تعرض مؤسسة الغذاء والدواء الأمريكية فترة من التفرّد مدتها 180 يوم لتصنيع الأدوية المكافئة في حالات خاصة. وخلال هذه الفترة، يمكن لواحد فقط (أحياناً القليل) من مصنّعي الأدوية المكافئة أن ينتج نسخه من الدواء. ويتم استخدام هذه الفترة من التفرّد عندما يحتاج مصنّعي الأدوية المكافئة على انتهاء صلاحية براءة الاختراع أو أنها لا تنتهك. وهذه الفترة تعد كجائزة لمصنّعي الأدوية الذين هم على استعداد للمخاطرة في مسؤولية المحاكمة والتقاضي أمام محاكم براءات الاختراع. وغالبًا ما يكون هناك خلاف حول فترة التفرّد لـ 180 يومًا؛ لأن المنتج للدواء الجنيس أو المكافئ ليس شرطًا أن ينتج الدواء خلال هذه الفترة، ويمكن تقديم طلب أول لمنع المنتجين الآخرين للأدوية المكافئة من بيعها. وغالبًا ما تنفق شركات الأدوية الكبيرة الملايين من الدولارات لحماية براءات الاختراع الخاصة بها من المنافسة. وبغض النظر عن الدعاوى القضائية، تستخدم الشركات  أساليب أخرى، مثل إعادة صياغة أو ترخيص شركة تابعة (أو شركة أخرى)، لبيع الأدوية تحت البراءة الأصلية. ومن المعروف أن الأدوية التي تُباع تحت ترخيص من صاحب البراءة كما الوراثة المأذون بها؛ لا تتأثر من قبل فترة حصرية مدتها 180 يوماً، حيث إنها تقع تحت طلب الدواء الأصلي صاحب براءة الاختراع.

### الإطالة
تستخدم شركات العلامات التجارية للأدوية عددًا من الاستراتيجيات لتمديد فترة التفرّد في السوق على أدويتها، ومنع المنافسة. وقد ينطوي هذا على التقاضي لتمديد حماية براءات الاختراع على أدويتهم، ويتم عادة إصدار براءات الاختراع على المركبات الدوائية الجديدة في وقت مبكر جدًّا في عملية تطوير الأدوية، في الوقت الذي يبدأ فيه انتهاء براءة الاختراع. في وقت لاحق، أصبحت شركات الأدوية تبحث عن براءة الاختراع الجديدة على إنتاج أشكال معينة.

### معايير الجودة
في الولايات المتحدة يجب على مؤسسة الغذاء والدواء الأمريكية الموافقة على الأدوية المكافئة تمامًا كما يجب الموافقة على الأدوية المبتكرة، وتتطلب مؤسسة الغذاء والدواء الأمريكية أن يكون التكافؤ الحيوي للمنتج المبتكر ما بين %(80-125).
يعد هذا النطاق من القيم كجزء من الحسابات الإحصائية، وهذا لا يعني أن مؤسسة الغذاء والدواء تسمح بأن يختلف الدواء المكافئ عن نظيره من العلامة التجارية بنسبة قد تصل إلى %25 . وقد قيمت مؤسسة الغذاء والدواء 2070 دراسة أُجريت ما بين أعوام 1996 و2007 ، تمت فيها مقارنة الامتصاص للدواء المكافئ مع دواء الاسم التجاري (الدواء الأصلي) في جسم الإنسان، وقدمت للمؤسسة لدعم الموفقة على الأدوية، معدل الاختلاف في امتصاص الدواء من قبل الجسم ما بين الدواء المكافئ ودواء الاسم التجاري (الدواء الأصلي) كان يساوي %3.5 .
وقد وجدت دراسة طبية في الولايات المتحدة أن %17 من وصفات الأطباء تعرف معايير مؤسسة الدواء والغذاء الأمريكية في التكافؤ الحيوي للأدوية المكافئة، وفي آخر التطورات لمعالجة هذه المسألة تمكن الأطباء المهتمين والمستهلكين للتحقق من التداخلات الدوائية والمخرجات بالتفصيل لدواء معين أو شركة دواء معين.
الدواء المكافئ (للوارفارين) يتوفر بالاسم التجاري كومارين في أمريكا الشمالية، الوارفارين (سواء تحت الاسم التجاري (الاسم الأصلي) أو اسم الدواء المكافئ لديه مدى علاجي ضيق، ويتطلب إجراء فحوصات مستمرة لعينات دم من المريض للتأكد من أن المريض لم يصل لتراكيز سامة أو تراكيز دون المستوى العلاجي للدواء. وأظهرت دراسة أٌجريت في مقاطعة أونتاريو الكندية أن استبدال الوارفارين بالكومارين كان بشكل عام آمنًا، وعلى الرغم من نتيجة هذه الدراسة إلا أن بعض الأطباء ما زالت تساورهم الشكوك حول إعطاء مرضاهم الدواء المكافئ وليس الأصلي (الكومارين)

### استذكار
في عام 2007، الإذاعة العامة في ولاية كارولينا الشمالية، قامت صيدلية الشعب بجمع وإعداد التقارير لشكاوي المستهلكين حول دواء (اليلبوترين)، الذي أدى إلى نتائج غير متوقعة، وجد القضاة بأن شركة الدواء المكافئ أو الجنيس ليس عليها المسؤولية نفسها التي تتحملها الشركة المنتجة للدواء الأصلي (دواء الاسم التجاري) وليس عليها أن تحدث المعلومات التحذيرية حينما تظهر مخاطر جديدة للدواء.

##### دعوى
تعاني امرأة من كل اثنتين من مضاعفات طبية شديدة من الأدوية المكافئة، فقدوا استئنافهم المحكمة العليا في 23 يونيو 2011، القضاة ارتأوا بأن الشركة المنتجة للدواء المكافئ أو الجنيس لا تتحمل المسؤولية كما تتحملها الشركة المنتجة للدواء الأصلي (شركة الاسم التجاري)، وليس من الواجب عليهم أن يُحدثوا المعلومات التحذيرية حينما يظهر خطر كبير للدواء.

#### الهند والصين
بدأت الحكومة بتشجيع الصناعة الدوائية في بدايات الستينات، وأزالت قانون حماية ملكية تراكيب الأدوية والغذاء، وعلى الرغم من أنها بقيت محمية بالحقوق الملكية، فقد قلّصت الفترة من خمس سنوات إلى سبع. وقد خلق الافتقار لحقوق الملكية فكرة لدى السوق العالمية والهندية بأن الشركات الهندية تستغل الهندسة العكسية؛ لإنتاج أدوية ذات أسعار منخفضة
ويشكل تصنيع الأدوية في الصين جزءً كبيرًا من الصناعة لديهم، وقال مراقبون غربيون أن الصين تفتقر إلى الحماية الإدارية لبراءات الاختراع، على أي حال، دخولها لمنظمة التجارة العالمية قد جلب نظام حماية حقوق أقوى.